# Synagogue de Subotica
La synagogue de Subotica-Szabadka (en serbe cyrillique : Суботичка синагога на Тргу Јакаба и Комора ; en serbe latin : Subotička sinagoga na Trgu Jakaba i Komora); Jakab és Komor téri zsinagóga, Szabadka est une synagogue située à Subotica, en Serbie, dans la province de Voïvodine. Elle a été construite en 1901 et 1902, au moment où la Voïvodine dépendait du royaume de Hongrie, au sein de l'empire d'Autriche-Hongrie. L'édifice, conçu par deux architectes de Budapest, Marcell Komor et Dezső Jakab, est caractéristique du style Sécession hongroise. En raison de sa valeur, elle figure sur la liste des monuments culturels d'importance exceptionnelle de la république de Serbie (identifiant no SK 1035). Cette synagogue est la deuxième plus grande d'Europe, elle fut totalement rénovée en mars 2018.